# Murovana, Bârzula
Murovana (în ucraineană Мурована) este un sat în comuna Cuialnic din raionul Bârzula, regiunea Odesa, Ucraina.

## Demografie
Componența lingvistică a localității Murovana
     Ucraineană (91,21%)
     Română (6,59%)
     Rusă (2,2%)
Conform recensământului din 2001, majoritatea populației localității Murovana era vorbitoare de ucraineană (91,21%), existând în minoritate și vorbitori de română (6,59%) și rusă (2,2%).